# Destino (film 1921)
Destino (Der müde Tod) è un film muto del 1921, diretto da Fritz Lang, alle prime proiezioni accompagnato, recitavano i manifesti promozionali, "da musica dal vivo".
Si tratta del primo successo internazionale del grande regista austriaco, il suo vero e proprio esordio nel mondo del cinema. (Georges Sadoul)

## Trama
La vita in un tranquillo paese di campagna è stravolta dall'arrivo di un sinistro straniero che, dopo aver stupito i paesani alla locanda locale, si stabilisce in un terreno vicino al cimitero, circondato da alte mura.
Qui vengono visti entrare cortei di anime: fra loro una ragazza riconosce il suo innamorato, che scompare. Disperata, cerca di accedere alla casa misteriosa e dopo esserci riuscita scopre che si tratta della casa della Morte, piena di candele che rappresentano le vite umane che si stanno consumando.
Le viene allora offerta la possibilità di ricongiungersi al suo fidanzato, salvando almeno una delle tre vite che stanno per spegnersi. Alla fine, la ragazza dona la propria vita per un'altra persona, ritrovando il giovane amato nel regno dei morti.

## Struttura
«Ballata popolare tedesca in sei canti», recita la didascalia iniziale. Il film dichiara la struttura e l'atmosfera musicale che lo caratterizzano: come una ballata, è composto da un antefatto, tre storie in costume, un ultimo atto, il finale.

## Realizzazione tecnica, recupero e restauro della pellicola
La schermata informativa che introduce il video è in tedesco e vi sono presenti termini tecnici specifici.
«Probabilmente per Der müde Tod sono stati montati tre negativi.  Tali negativi e le copie colorate sono andati perduti sin dal 1921.  Copie e duplicati in bianco e nero realizzati a partire dagli anni '30 sono riconducibili a due negativi da ‘esportazione’.  Un duplicato negativo del Museum of Modern Art, New York, è la base del restauro digitale della Fondazione Friedrich Wilhelm Murnau, Wiesbaden, del 2016. Singoli scatti provengono da una copia in bianco e nero della Cinémathèque de Toulouse.
Per i sottotitoli sono state utilizzate ricostruzioni del Munich Film Museum basate sui 'titoli flash'/lampo ('blitztitel') di una copia del Gosfilmofond of Russia, Moscow.   I titoli mancanti sono stati ricostruiti e integrati con l'aiuto di materiali provenienti dal Národní filmový archiv, Praga, e dalla Cinémathèque Royale, Bruxelles.  I titoli di nuova produzione sono identificati dalla sigla FWMS.
La colorazione perduta delle scene è stata simulata utilizzando copie a noleggio (stampe) contemporanee di altre produzioni Decla dello stesso periodo.
Il restauro di immagini digitali in risoluzione 2K è stato effettuato da L'Immagine Ritrovata, Bologna.»

## Analisi del film

### Titolo
Letteralmente il titolo originale Der müde Tod significa: La Morte stanca.
la Morte.»

### Antefatto
In un'epoca non specificata, a cavallo tra XVIII e XIX secolo.
Ai margini di un crocevia, in un turbine di polvere, appare uno straniero, alto e asciutto, avvolto in un mantello nero e col capo coperto da un cappello nero dalle larghe falde. Attende la diligenza.
Nella carrozza viaggiano una coppia di innamorati e una contadina con un'oca. La ragazza tiene nella mano un mazzo di fiori e il giovane, per non permettere all'oca curiosa di sbirciare dal cesto il bacio che dà alla ragazza, scherzosamente le copre il capo col suo fazzoletto. Alla fermata scende la contadina, sale lo straniero. Un brivido di gelo spegne i sorrisi dei due giovani.
Nel piccolo villaggio "perso nel tempo e nello spazio", alla locanda dell'"Unicorno d'oro", s'incontrano i notabili del paese: "sua eccellenza" il sindaco, "sua altezza" il reverendo, "sua sapienza" il medico, "sua precisione" il notaio e il nuovo maestro di scuola. Chiacchierano e commentano la presenza del misterioso viaggiatore e la sua strana richiesta, presentata al Consiglio Municipale, di acquistare il terreno circostante il cimitero, per farne un giardino.
Malgrado la diffidenza e la precedente decisione di destinare quell'area all'allargamento del camposanto, il denaro contante dello straniero conquista l'unanime consenso dei consiglieri, che gli assegnano il terreno in concessione per 99 anni.
Un'impressionante, insormontabile muraglia, priva di porte e di cancelli, viene eretta intorno al giardino invisibile.
Nella locanda giungono anche i due giovani. L'ostessa, come vuole la tradizione in auspicio di felicità, li invita a bere nella doppia coppa nuziale, ma l'inquietante forestiero viene a sedersi proprio al loro tavolo.
Come un presagio funesto, agli occhi della ragazza, il boccale di birra servito allo straniero pare tramutarsi in una clessidra e per lo spavento ella manda in frantumi la coppa del buon augurio. Allontanatasi a salutare le donne in cucina e attardatasi ad accarezzare i gattini e i cuccioli appena nati, quando ritorna non ritrova più né l'innamorato né il forestiero.
Disperata, la giovane cerca ovunque il suo amato ma inutilmente. Affranta, giunta ai limiti del villaggio, si abbandona sul sedile di pietra posto alla base dell'impenetrabile muro.
Il campanile scocca le ore dieci.
Come in un'allucinazione, vede sfilare il corteo delle anime dei defunti, uomini e donne di ogni età, bambini, vecchi, storpi, fra i quali riconosce il suo amato. Tenta di abbracciarlo, ma le braccia si serrano su un'ombra evanescente. L'emozione dolorosa è così intensa che perde i sensi.
Il vecchio farmacista, uscito nella notte a raccogliere le erbe medicinali al chiaro della luna piena, la trova svenuta ai piedi del muro. La soccorre e la conduce nella sua farmacia. Lei trema di febbre e per ristorarla egli le prepara una forte tisana. Nell'attesa, lo sguardo della giovane è attratto da una Bibbia, aperta sulla pagina che riporta l'inno di Salomone. Ne legge i famosi versi:
come un sigillo sul tuo braccio
l'amore è forte come la morte,
la passione è crudele come la tomba,
il sangue divampa come la fiamma del Signore.»
Sconvolta, decide di bere il veleno contenuto in una boccetta, sottratta di nascosto dallo scaffale dell'antica farmacia.
Il campanile scocca le ore undici.
Misteriosamente si apre un varco gotico nel muro inaccessibile che circonda il giardino proibito e la fanciulla sale una lunga scalinata. Ad accoglierla c'è il viaggiatore misterioso, che altri non è che la Morte.
La giovane è condotta in un'immensa sala illuminata da migliaia di candele di varie misure: sono le vite degli uomini, che s'incendiano e bruciano per qualche tempo e si spengono quando Dio lo decide.
Proprio in quel momento una candela si spegne. Fra le braccia della Morte appare un neonato e in sovrimpressione scorre l'immagine della madre accasciata in un pianto disperato.
La Morte ha compassione di lei, per un attimo il suo viso impassibile si intenerisce in un sorriso, la prende per mano e le indica tre candele che stanno per consumarsi: «Se riuscirai a riaccenderne anche una soltanto, ti regalo la vita del tuo amato».
Ha così inizio un inserto narrativo fantastico (le tre storie in costume), riguardante le tre vite che, rappresentate dalle candele, stanno per spegnersi e i cui protagonisti sono significativamente interpretati dagli stessi attori che impersonano i protagonisti della storia principale.

### La storia della Prima luce
Baghdad, IX secolo; un infedele, innamorato della sorella del Califfo, Zobeide, penetra nella città santa, infrangendo la legge coranica, ed è catturato. Lei non può salvarlo dall'orribile supplizio a cui è destinato: essere sepolto vivo.

### La storia della Seconda luce
Venezia, XVII secolo. Impazza il carnevale per le vie della città. Complotti e intrighi si tramano nel palazzo del ricco Girolamo, che ha messo gli occhi su Monna Fiammetta. Il suo innamorato, Giovan Francesco, per un fatale scambio di persona, sarà ucciso dallo schiavo nero.

### La storia della Terza luce
Alla corte dell'Imperatore della Cina, il mago A Hi offre al monarca un'armata in miniatura e un cavallo volante, ma l'imperatore vuole la sua bella figlia, Tsiao Tsien Lieng. Ella vorrebbe fuggire con il suo innamorato, ma non riesce ad impedire che il giovane venga giustiziato dalle guardie del sovrano.

### Ultimo atto
L'inserto fantastico si conclude: nessuna delle tre vite è stata salvata. Tuttavia, la Morte, pietosa, offre un'occasione ancora alla donna: portarle una vita in cambio di quella del suo amato.
La giovane dunque riprende coscienza accanto al vecchio farmacista, che le sottrae il veleno di mano. Allora si fa coraggio e gli chiede se rinuncerebbe alla sua vita. Né il farmacista, né il mendicante, né i vecchi e malati dell'ospizio, che imprecano contro i loro mali e invocano a parole la morte, sono disposti a morire davvero: alla proposta concreta della giovane donna, tutti si mostrano saldamente attaccati alla loro pur grama esistenza e la cacciano spaventati. Ad una delle vecchie dell'ospizio sfugge di mano una candela e un incendio divampa distruggendo la struttura. Un neonato è rimasto prigioniero nelle stanze abbandonate: la madre è all'esterno e la giovane innamorata potrebbe scambiare la vita del bambino con quella dell'amato, ma la sua generosità prevale. Coraggiosamente ella sfida il fuoco e cala il bimbo da una finestra perché sia riconsegnato salvo alla madre. Tale scelta le costa la vita.

### Finale
Definitivamente sconfitta, ma al contempo disponendo di una vita, la sua stessa, che dunque può offrire per quello scambio che nessuno aveva accettato, la giovane chiede di poter riunirsi a colui che ama almeno nel mondo dei Morti. La Morte l'accontenta. I due amanti si prendono per mano e si avviano verso un prato fiorito.
Il campanile scocca la mezzanotte.
«— Ascoltate quello che dico, brava gente!
Suona la mezzanotte da ogni campanile!
Difendetevi da fantasmi e magie,
Che nessuno spirito maligno si impossessi della vostra anima!.»

## Produzione
Il film fu prodotto da Erich Pommer, che nel 1920 aveva unito la Decla e la Deutsche-Bioscop A.G., proprietaria di una catena di sale cinematografiche, ed era stato nominato direttore di produzione dell'UFA, che assorbì la Decla-Bioscop.

### Riprese
Le riprese avvennero negli studi di Neubabelsberg e durarono 9 settimane.

### Scenografie
(Georges Sadoul, Storia del cinema mondiale dalle origini ai nostri giorni, p. 202)
La bella cittadina è un giocattolo norimberghese disegnato per Lang da Herlth e Röhrig.

### Cast
Bernhard Goetzke, con il suo volto scarno, ieratico, triste, con la sua presenza silenziosa e impassibile, è la personificazione della Morte nel film di Lang, più ancora di Bengt Ekerot ne Il settimo sigillo (1957) di Ingmar Bergman. Goetzke sembra guardare oltre lo spettatore: il suo sguardo assente fissa un vuoto che è l'eternità. La solitudine della morte è palpabile, terrificante, indimenticabile.
Lil Dagover, che interpreta la parte della fidanzata, aveva già recitato in Harakiri (1919) e Die Spinnen (I ragni), film a episodi del 1919 e del 1920 per Lang e ne Il gabinetto del dottor Caligari per Robert Wiene e sarebbe presto diventata una delle star internazionali più importanti dei primi anni venti e trenta.

## Accoglienza

### Prima
La prima del film si ebbe il 7 ottobre 1921, Mozartsaal e U.T. Kurtfürste, Berlino.

### Ricezione
Il film non ebbe un successo immediato: alla sua prima uscita in Germania non ricevette una buona accoglienza.
Negli Stati Uniti fu distribuito tagliato e rimontato e fu visto da un piccolo numero di spettatori in questa versione massacrata. Ebbe successo solo dopo la sua uscita in Francia e in Inghilterra, allorché una critica più acuta seppe far cambiare l'opinione generale e proprio nel Regno Unito fu usato per la prima volta il termine Fantasy Movie per definirlo.

## Critica
Luc Moullet
«Der müde Tod costituisce uno degli esempi più brillanti di cinema espressionista. Nell'ambito ristretto di questo stile, il film offre una sorgente continua di invenzioni. Ogni scenografia corrisponde a un insieme armonioso di figure geometriche, linee diritte che delimitano, e più raramente spirali o volute che rinserrano i personaggi in una specie di morsa. Tutti i critici hanno parlato delle tre candele, del famoso muro, della scala, etc., etc., e hanno sottolineato l'importanza dell'illuminazione dal basso, che si contrappone all'illuminazione normale, abituale, e accentua l'astrazione dell'opera».
Stefano Socci
«Con uno stile netto e incisivo Lang recupera, nell'ambientazione romantica, il clima delle fiabe popolari e la leggenda medievale di Jedermann (l'uomo qualunque), che simbolicamente rappresenta il destino di tutti. Mangiare, bere, amare: ogni cosa finisce nella morte. Questo scarno esempio di moralità puritana diventa, nel film, un dolcissimo memento amoris».
Vincente J.Benet Ferrando
«Impostato come viaggio iniziatico in base alla struttura del Bildungsroman, il film di Lang racchiude al suo interno un variegato paesaggio simbolico che costella qua e là la narrazione. Tale viaggio sarà intrapreso dal personaggio principale: una ragazza innamorata, che dovrà passare attraverso l'esperienza e l'apprendimento di una lezione che la inizierà ai misteri dell'amore e della morte. Lungo il cammino, le si dispiegherà dinanzi, in modo costante, una selva simbolica alquanto corposa ed enigmatica».

## Lang dichiara
«Credo che in questo film si possa ravvisare una caratteristica prettamente viennese: l'intimità con la morte. Questa intimità si ritrova in molte canzoni viennesi».

## Antecedenti culturali
Il regista, che in questo film vuole esprimere "l'anima romantica tedesca", attinge al patrimonio culturale medievale del Nord Europa, fatto di canzoni popolari e favole.
Dalla favola di Hans Christian Andersen, Storia di una madre, Lang riprende l'idea della disperata ricerca del bambino morto da parte della coraggiosa madre (qui del promesso sposo da parte della fidanzata inconsolabile) che non arretra davanti alle prove più dolorose pur di ritrovare il figlio perduto; da quella dei fratelli Grimm, Il padrino Morte, gli proviene la visione della cattedrale (nella favola è una caverna) dove bruciano migliaia di candele accese, di tutte le dimensioni, che rappresentano le vite degli uomini.

## Stile e tecnica cinematografica

### Il montaggio intuitivo
Georges Franju:
Apertura ad iride... su un incrocio davanti al quale appare un uomo.
Dissolvenza incrociata…su un cespuglio
Una carrozza sulla strada...

Didascalia: "non importa dove, non importa come, due innamorati in viaggio di nozze".
È tutto, ma c'è bisogno di qualcos'altro per prevedere che, così giustapposti e muovendosi la carrozza nello spazio, sarà costretta ad incontrare l'uomo sulla strada?»
(Georges Franju, Le style de Fritz Lang, in Cinématographe, n. 3, 1937.)

### Il teatro di Max Reinhardt
Lotte Eisner:
(Lotte H. Eisner, Lo schermo demoniaco, pp. 68-69)

### Uso della luce del cinema espressionista tedesco
Lotte Eisner:
I cineasti tedeschi, afferma Rudolf Kurtz nel suo libro Expressionismus und Film, lavorano sugli effetti luminosi, trattano la luce come un «raumgestaltender Faktor», ossia come un «elemento generatore di spazio».
Ma è soprattutto il laboratorio del farmacista che presenta un aspetto singolare: vero laboratorio d'alchimista, vi brillano misteriosamente innumerevoli bottiglie e strumenti; simili a fantasmi fosforescenti, sorgono dalle tenebre scheletri e animali impagliati. Vi regna un'atmosfera satanica; sembra che orribili complotti debbano tramarsi in questo luogo, uscito tutto intero da un racconto di E. T. A. Hoffmann.»
(Lotte H. Eisner, Lo schermo demoniaco, pp. 68-69)

## Influenze esercitate su altri registi
Luis Buñuel:
(Luis Buñuel, My Last Breath, London, 1984, p. 88)
Inoltre, la ripresa degli amanti sepolti nella sabbia nel Buñuel di Un Chien Andalou (1928) è un chiaro riferimento visivo all'episodio musulmano di Destino.
Douglas Fairbanks, pioniere del cinema fantastico e avventuroso e fondatore della United Artists, fu impressionato dagli effetti magici e dall'ambientazione esotica del film: lo comprò per cinquemila dollari e ne utilizzò gli effetti speciali ne Il ladro di Bagdad di Raoul Walsh, prodotto nel 1924.